# Perros y Chacales

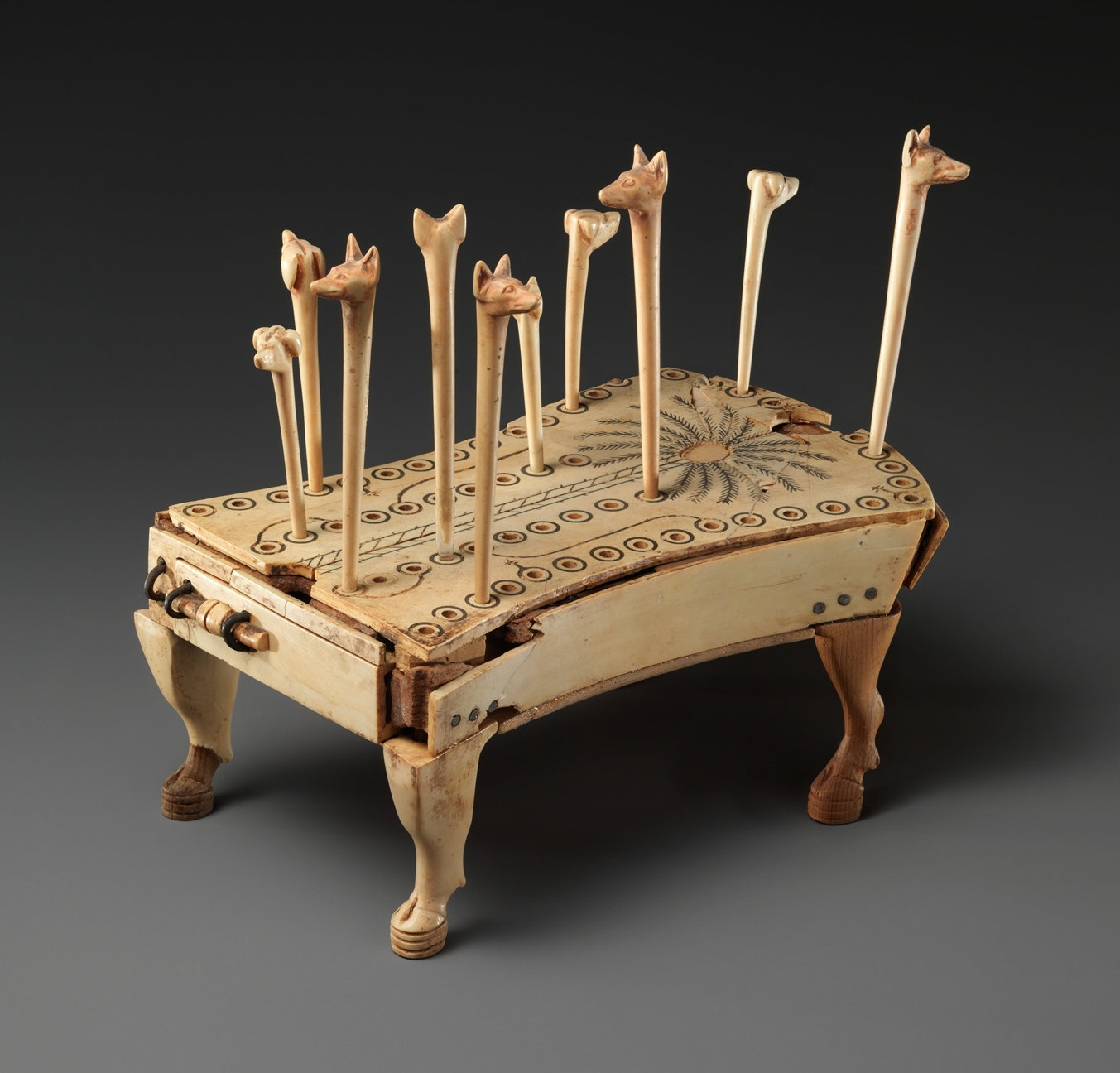
Juego de Perros y Chacales de Reny-Seneb.

Perros y Chacales es un juego de mesa para dos jugadores pertenece a una familia de juegos llamada "juego de los treinta puntos" o "juego de los cincuenta y ocho agujeros". Era muy común en el Antiguo Egipto, aunque también se han encontrado tableros en Palestina, Mesopotamia y Asiria.

## La tumba de Reny-Seneb
El juego hallado más conocido es el que se encontró en la tumba de Reny-Seneb, de la XII dinastía. Este ejemplar del juego está elaborado en ébano y marfil y tiene la forma de un pequeño mueble. El tablero es una caja de madera rectangular (de 15 x 10 cm.), puesto sobre cuatro patas de animal. La parte superior en marfil tiene tallada una palmera y cincuenta y ocho agujeros que describen un camino.
En la gaveta dentro de la caja, se encontraron diez peones. Son como palos cortos, cinco tallados con una cabeza de perro y cinco con una cabeza de chacal.

## El juego
Aunque desconocemos las reglas que tenía el juego en la Antigüedad, hoy día se han propuesto distintas variantes para estas.

### Objetivo del juego
Cada jugador lleva bien a los perros, bien a los chacales. El juego consiste en sacar todas tus fichas del tablero antes que el contrincante.

### Reglas
Los jugadores deben de recorrer el tablero siguiendo uno de los dos caminos disponibles, desde la casilla 1 hasta la 30.
En cada turno un jugador arroja los dados y mueve una de sus fichas las casillas correspondiente a su tirada:
- 1 cara: 1 casilla
- 2 caras: 2 casillas
- 3 caras: 3 casillas
- 4 caras: 4 casillas
- 0 caras: 5 casillas

Para introducir una ficha en el tablero es necesario obtener un 1 en los dados, entonces se coloca una ficha en la casilla número 1 de nuestro recorrido y volvemos a tirar los dados.
- Los jugadores solo podrán utilizar las casillas de su recorrido, no pudiendo colocase en ninguna de las casillas del recorrido del contrincante; a excepción de la casilla 30, que es común para los dos jugadores.

- Cada vez que un jugador obtiene un 1 tiene derecho a volver a tirar los dados.

- No pueden colocarse dos fichas en la misma casilla.

- Cuando una ficha ocupa una de las casillas marcada con un círculo, forma una barrera infranqueable para cualquiera de las demás fichas.

- Si una ficha cae en una de las casillas de las que sale un puente (casillas 6 y 8), puede utilizarlo para adelantar posiciones (hacia las casillas 10 o 20), siempre que la casilla a la que se dirija esté libre, si no es así, puede esperar a que se desocupe pero en ese caso no puede utilizar el puente hasta no obtener un 1 en una tirada de dados.

- Para sacar una ficha del tablero deben de cumplirse ciertas condiciones, en primer lugar todas las fichas del jugador deben de haber entrado ya en el tablero, después la ficha tiene que colocarse en la última casilla del tablero (la número 30) y en último lugar debe sacar una tirada de 5 para salir (ninguna cara).

- El primer jugador en sacar todas sus fichas del tablero gana la partida.